# Rhyssemus brevitarsis
Rhyssemus brevitarsis är en skalbaggsart som beskrevs av Riccardo Pittino 1984. Rhyssemus brevitarsis ingår i släktet Rhyssemus och familjen Aphodiidae. Inga underarter finns listade i Catalogue of Life.